# 克羅德 (密西西比州)
克羅德（英語：Crowder）是位於美國密西西比州帕諾拉縣及奎特曼縣的城鎮。

## 人口
根據2020年美國人口普查的數據，克羅德的面積為1.18平方千米，皆為陸地。當地共有人口573人，而人口密度為每平方千米486人。